# New Richmond (Wisconsin)
New Richmond is een plaats (city) in de Amerikaanse staat Wisconsin, en valt bestuurlijk gezien onder St. Croix County.

## Demografie
Bij de volkstelling in 2000 werd het aantal inwoners vastgesteld op 6310. In 2006 is het aantal inwoners door het United States Census Bureau geschat op 7963, een stijging van 1653 (26,2%).

## Geografie
Volgens het United States Census Bureau beslaat de plaats een oppervlakte van 13,7 km², waarvan 13,2 km² land en 0,5 km² water.

## Plaatsen in de nabije omgeving
De onderstaande figuur toont nabijgelegen plaatsen in een straal van 20 km rond New Richmond.